# Daniel Fernández Mercadé
Daniel Fernández Mercadé (Barcelona, 9 de setembre de 1929 - Barcelona, 30 de setembre de 2015) fou un jugador del Círcol Catòlic de Badalona fins al 1958. El 1960 s'incorporà a l'estructura directiva del Club Joventut de Badalona, tasca que exercí durant disset anys, i de la qual destaca la seva labor en la construcció d'un nou pavelló que s'inaugurà el 1972.
Va ser jugador de bàsquet del Círcol Catòlic de Badalona i Cercle Catòlic d'Olot. Entrenador del Centre Catolic de Olot. Directiu de tres clubs: El Círcol Catòlic de Badalona, el Club Joventud de Badalona i el FC Barcelona. Va ser un mecenes de la Penya.
Juntament amb Jaume Amor, Eugeni Verdú i Rafael Pich, va llençar-se a l'aventura de construir una escola a l'Hospitalet de Llobregat com a resposta a les dificultats d'escolarització en una zona en la qual hi havia necessitat de 8.000 places escolars. Aquesta escola va ser el Col·legi Xaloc.
L'any 1998 va ser distingit per la Fundació de Bàsquet Català va ser distingit com a Històric del Bàsquet Català.